# Thomas Hanbury-Tracy (2e baron Sudeley)
Pour les articles homonymes, voir Hanbury-Tracy.
Thomas Charles Hanbury-Tracy, 2e baron Sudeley (5 février 1801 - 19 février 1863), connu sous le nom de Thomas Leigh entre 1806 et 1838, est un propriétaire de charbonnage britannique et un homme politique.

## Biographie
Il est le fils de Charles Hanbury-Tracy (1er baron Sudeley), et d'Henrietta Susanna Tracy, fille de Henry Tracy, huitième vicomte Tracy. La famille Hanbury tire sa richesse de sa propriété des usines de pontypool. En 1806, il prend sous licence royale le nom de famille de Leigh à la place de son patronyme. Cependant, en 1839 il cesse de porter ce nom de famille et reprend par licence royale son nom de famille original de Hanbury-Tracy. Il est élu au Parlement pour Wallingford en 1831, poste qu'il occupe jusqu'en 1832. Le 10 février 1852, son père le nomme lieutenant adjoint du Montgomeryshire. Il succède à son père à la baronnie en 1858 et lui succède également en tant que Lord Lieutenant du Montgomeryshire, poste qu'il occupe jusqu'à sa mort cinq ans plus tard.
Lord Sudeley épouse Emma Elizabeth Alicia Pennant, fille de George Hay Dawkins-Pennant, en 1831. Ils ont :
- Sudeley Hanbury-Tracy (3e baron Sudeley)
- Charles Hanbury-Tracy (4e baron Sudeley)
- Frederick Hanbury-Tracy est député de Montgomery.

Lord Sudeley décède en février 1863, à l'âge de 62 ans. Son fils, Sudeley, lui succède comme baron. Lady Sudeley est décédée en juillet 1888.